# ピストン運動

一般的2ストローク・レシプロガソリンエンジンの模式図

ピストン運動（ピストンうんどう）は、シリンダー内部をピストンが往復運動すること。多くは回転運動に変換して利用する。

## 利用の歴史

Hand pump

この「シリンダー・ピストン」構造は一定の金属加工技術が在れば簡単に製作できる事から、産業革命の時代には蒸気機関（蒸気エンジン）が盛んに動力として利用された。水蒸気では余り高い圧力が得られなかったが、水が沸騰できる低い温度でも一定の圧力が得やすい他、大型化することで低圧でも充分実用的な装置を作ることができ、産業・交通面で大いに利用された。
初期のものでは直径が1 - 5メートルもあるような大型のはずみ車を必要としたが、後にこれは金属加工技術の向上などによって小型化されていった。初期のものはイギリスのロンドンにある科学博物館で蒸気エンジン実動模型（ただし現在展示中のものはモーターではずみ車を回転させている）を見る事ができる。小型の物ではアルコールランプを使った模型が同ロンドン市内のハムレーズ（玩具専門百貨店）でも購入可能である。
これら蒸気エンジンは気密性を保持するために油を浸した布などが利用されており、このパッキン構造で高圧蒸気の圧力をピストンに伝えていた。この構造は燃焼などの熱に耐えられないため、これを応用・発展させて内燃機関にする事は到底不可能である。
後に金属の切削加工技術が発達、鉄などの耐熱性のある金属（パッキングに石綿も利用した）のみで構成された密閉シリンダー構造が可能となると、ガソリンエンジンが作れるようになった。現在では金属加工技術は更に向上、ディーゼルエンジン等の高温・高圧で駆動するエンジンも一般に広く利用されている。
これらは高圧のガスで駆動させる構造であるため、ボンベ等に蓄えられた高圧ガス（圧縮空気や炭酸ガスといったもの）で駆動する物も作る事ができる。1980年代以降には、アクリル樹脂でできた圧縮空気によって駆動する空気エンジンを搭載した玩具も数多く登場している。

## 内燃機関・外燃機関
熱膨張したガス圧を利用する内燃機関・外燃機関に多く使われる動力変換様式で、一定の気密があるシリンダー内を加圧・もしくはガスを膨張させ、そのシリンダーの一端にあるピストンを押す力とする。このシリンダーが押された力をクランクやカム等といった物を利用して軸の回転運動に変換、これで機械装置を駆動させる動力などに利用する。
熱機関による「熱から運動を生み出す」ために広く用いられる様式であるが、シリンダーの長さに限りがあるため、ピストンを外部から動力を入力して元に戻す必要がある。この際、内部のガスは排出され、ピストンは加圧前の状態に収まる。
この
1. 加圧または膨張
2. 圧力をピストンの運動エネルギーに変換
3. 減圧しながら外部からの入力によってピストンを所定位置に戻す

というプロセスを繰り返す事によって、連続的に運動エネルギーを発生させる。なお外部からの運動エネルギー入力には、慣性の力を利用したはずみ車（フリクション）や他のシリンダーからの動力などが利用されるが、小型の物ではばねなどに蓄えられた歪みを利用する場合もある。